# Língua lapônica de Quemi

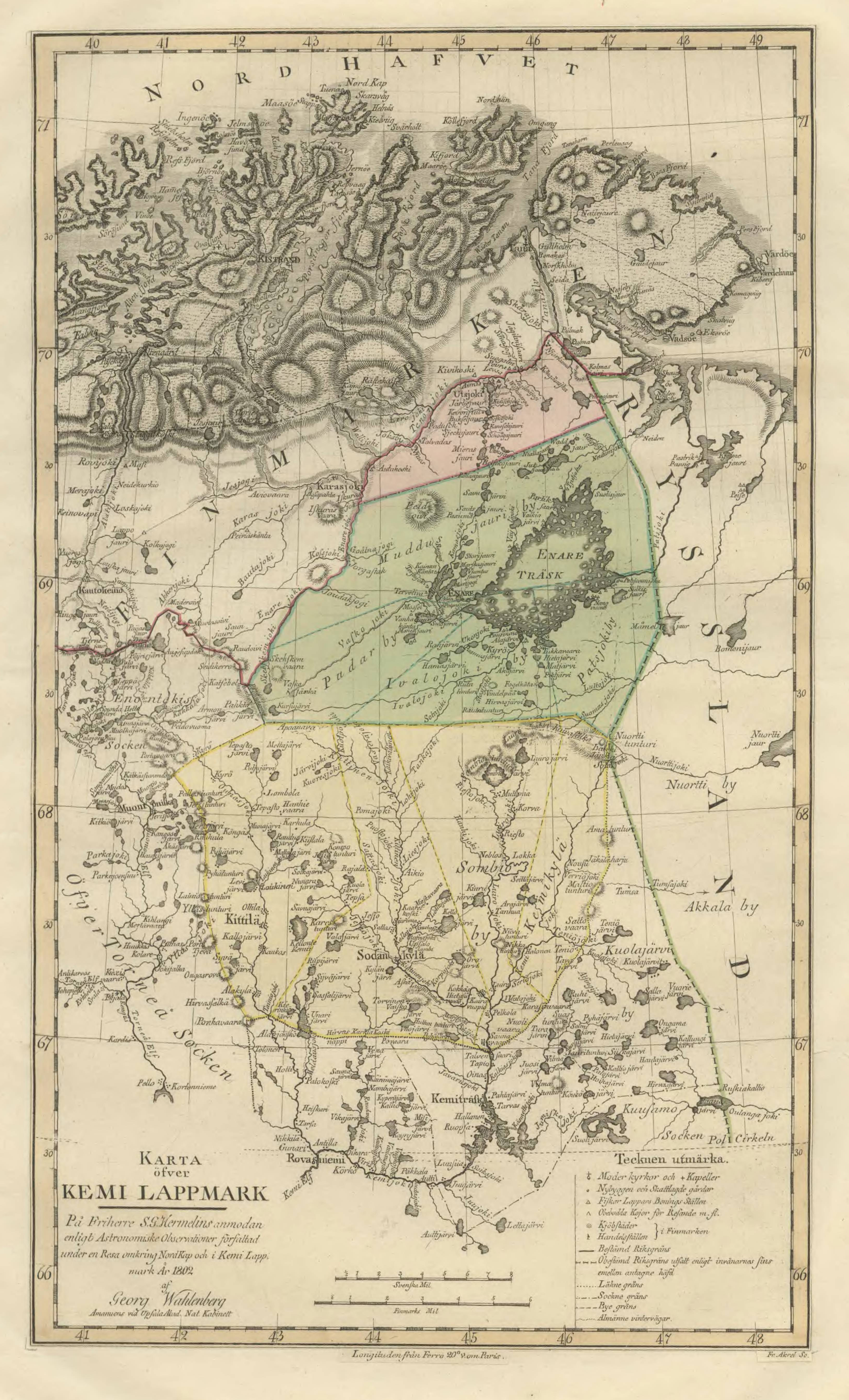
Mapa das "Terras dos Lapões Kemi" (Kemi Lappmark).

O lapônico de Quemi era uma variedade da língua lapônica. Foi falada no norte da Finlândia até o século XIX, quando foi extinta.